# 鄂木斯克运输机器制造厂
鄂木斯克运输机器制造厂（俄语：Омский завод транспортного машиностроения）是俄罗斯鄂木斯克的一家国有独资的国防工厂，生产T-80坦克、BTR-T、TOS-1、MSTA152mm自行火炮。

## 历史
1896年随着西伯利亚大铁路的兴建，创设了鄂木斯克铁路工厂。1942年随着卢甘斯克机车厂、列宁格勒的坦克工厂的疏散迁入，而开始了新的时代，生产T-34坦克。 
1993年开始生产拖拉机。